# Фроях-Кач
Фроях-Кач (нем. Frojach-Katsch) — коммуна (нем. Gemeinde) в Австрии, в федеральной земле Штирия. 
Входит в состав округа Мурау.  Население составляет 1247 человек (на 31 декабря 2005 года). Занимает площадь 38,89 км². Официальный код  —  6 14 03.

## Известные жители
- Кристоф Зуман (р.1976) - австрийский биатлонист, двукратный призер Олимпийских игр.

## Политическая ситуация
Бургомистр коммуны — Вильхельм Шнедль (СДПА) по результатам выборов 2005 года.
Совет представителей коммуны (нем. Gemeinderat) состоит из 15 мест.
- СДПА занимает 7 мест.
- АНП занимает 5 мест.
- местный список: 2 места.
- АПС занимает 1 место.